# Долматова, Наталья Валентиновна
Наталья Валентиновна Долматова (3 сентября 1958 год, род. Кустанайская область, Казахская ССР) — советская и казахская актриса кино и театра, Заслуженная артистка Казахстана (1992).

## Биография
- Уроженка Кустанайской области.
- 1976 год — Окончила Алма-Атинский энергостроительный техникум, электрик;
- 1980 год — школу-студию при Государственном академическом русском театре драмы им. М.Ю. Лермонтова, актёр театра и кино;
- 1988 год — факультет журналистики Казахского государственного университета им. С.М. Кирова журналист;
- С 1978 год — актриса Русский театр драмы имени М. Ю. Лермонтова;
- Преподаватель актёрского мастерства театрального факультета Казахская национальная академия искусств имени Т. К. Жургенова.

### Работа в театре
Данные на 2019
- Ф. Гарсиа Лорка - Андалузское проклятие (Дом Бернарды Альбы) - Ла Понсия;
- Ж.-П. Абу - Трансфер - Кристин

В Лермонтовском театре работает с 1980 года. Здесь ею сыграно около 50 ролей, среди которых:
- Марселла — «Собака на сене»;
- Конек-Горбунок в одноимённом спектакле;
- Моника Твиг — «Скандальное происшествие с мистером Кэттлом и миссис Мун»;
- Джо — «Вкус меда»;
- Бухара — «Вся надежда»;
- Марина Николаевна — «Расточитель»;
- Констанция – «Амадей»;
- Лоран — «Звезды на утреннем небе»;
- Изабелла — «Мера за меру»;
- дочь — «Генералы в юбках»;
- Либби Такер — «Здравствуй, папа!»;
- Маша — «Три сестры»;
- Гертруда — «Гамлет»;
- Мелита — «Эзоп»;
- Элеонора — «Танго»;
- Елизавета — «Королевские игры»;
- Мод — «Пианино в траве»;
- Виктория — «Сирена и Виктория»;
- Татьяна — «Пока она умирала»;
- Люба — «Сети дьявола» и другие;

### Работа в кино
- В телесериале «Перекресток»;
- «Разлучница»;
- «Последние каникулы»;

Много лет сотрудничала с телевидением.

## Награды и звания
- 1992 год — Заслуженная артистка Казахстана
- 2003 год — Медаль «За трудовое отличие» (Казахстан)[1];
- 2013 год — Орден Курмет[2].